# 미조구치 요시카쓰
미조구치 요시카쓰(일본어: 溝口善勝, 1584년 ~ 1634년 5월 28일)는 센고쿠 시대부터 에도 시대 전기까지의 무장, 다이묘이다. 에치고 소미번 초대 번주를 지냈다.
| 전임 (미조구치 히데카쓰) | 제1대 소미번 번주 (미조쿠치 가) 1610년 ~ 1634년 | 후임 미조구치 마사카쓰 |